# Битва над Окунівкою
Битва над Окунівкою (1276) — міфічна битва, яка, начебто, відбулася в закруті річок Дніпра та Прип'яті, над річкою Окунівкою біля Мозиря між об'єднаною коаліцією русько-литовських князів та монголо-татарською ордою. Згідно з «Хронікою литовською і жемайтською», перемога русько-литовського альянсу ознаменувала звільнення Русі від панування Золотої Орди.
Сама битва, як і її учасники, відомі історії лише зі сторінок «Хроніки»; більшість істориків ставить під сумнів її достовірність.

## Літописні відомості про битву
В списку який датується XVIII століттям «Кройника литовская и жмойтская» є відомості про Окунівську битву:
| О поражцЂ барзо великой Руси над татарами. Року 1276. Курдан солтан, царь заволский, мстяся забитого отца своего царя Балаклая , от литовских и руских князей [забитого] под Койдановом , зобрал всЂ орды свои Заволские, Нагайские, Казанскую, Кримскую и тягнул на руские князства, огнем и шаблею плюндруючи. То видячи, Тройнята Скирмонтовичь новгородский, подляский и Литвы Повилской князь, обослал зараз двоих братов своих, Любарта корачевского и чернЂговского, Писимонта туровского и стародубского, послал теж до Святослава, великого князя киевского и до Симеона Михайловича друцкого и до Давида Мстиславича луцкого, просячи их o ратунок, приводячи их до сполное згоды и помочи, жадаючи против Курдановий срогому a моцному К цару татарскому. A сам Тронят з Любардом и c Писимонтом братами, зобравши новгородское, подляское, литовское, стародубское , чернЂговское и туровское, все рицерство, рушилися заразом противко татаров ку Мозыру. СвЂтослав киевский, Семион Михайловичь друцкий, Давыд Мстиславовичь луцкий и волынский княжата зо всЂми войсками особами своими прибыли им на помочь , уважаючи сполную от татар небезпечность, злучившися веспол тым охотнЂй до обозу тягнулы , где сам царь лежал за Мозырем над рЂкою Окуновкою. Там же битву, зшедшися, окрутную сточили з обу сторон, которая от поранку ажь до вечера трвала; наостаток татаре утекаты почали, a литва и русь тым смЂлей розогнаных и утЂкаючих татаров били, громили, сЂкли, кололи, в рЂках топили, и наголову оные великие войска нагайские, кримские, над рЂкою Окуневкою поразили. |

## Учасники битви
Учасники легендарної битви згадуються лише у літописах Великого князівства Литовського, хроніці Мацея Стрийковського та ще деяких залежних від цих літописів джерелах.
- Свято́слав — Великий князь Київський.
- Дави́д Мстисла́вич — князь луцький і волинський.
- Симеон Михайлович — князь друцький.
- Курдан — монголо-татарський хан.
- Тройнята Скирмонтович — князь новогрудський, підляський і Великий князь Литовський. Мало не єдиний, кого можна зіставити з відомою історичною постаттю — князем Тройнатом. Однак і тут дані не сходяться: реальний князь Тройнат був убитий у 1264 і, відповідно, не міг брати участі в битві 1276 року
- Любарт — князь карачаївський і чернігівський, брат Тройняти.
- Писимонт — князь турівський і стародубський, брат Тройняти.